# Spaelotis persica
Spaelotis persica är en fjärilsart som beskrevs av Otto Staudinger 1896. Spaelotis persica ingår i släktet Spaelotis och familjen nattflyn. Inga underarter finns listade i Catalogue of Life.